# Luffa
Luffa ist eine Gattung der Kürbisgewächse (Cucurbitaceae), die in den Tropen beheimatet ist. Zu ihr gehört der kultivierte Schwammkürbis.

## Merkmale
Die Vertreter der Gattung sind niederliegende bis aufsteigende krautige, einjährige Kletterpflanzen. Die Blätter sind einfach und gestielt. Die Ranken sind meist zwei- bis sechsteilig.
Die Arten sind einhäusig getrenntgeschlechtig (monözisch). Die Blüten sind gelb bis weißlich. Die männlichen Blüten stehen in Trauben. Die Blütenröhre ist breit glockenförmig, die Kelchzipfel sind groß und ganzrandig. Die fünf Kronblätter sind frei und ganzrandig. Es gibt fünf unithezische Staubblätter (sie haben eine Theca), oder es gibt drei Staubblätter, von denen eines unithezisch und zwei bithezisch sind. Die Staubfäden setzen in der Blütenröhre an und sind frei. Die Antheren sind ebenfalls frei und haben ein breites Konnektiv. Die Theken sind stark gebogen.
Die weiblichen Blüten stehen einzeln. Der Fruchtknoten ist glatt, gerippt, röhrenförmig oder stachelig. Die zahlreichen Samenanlagen stehen horizontal. Die Narben sind dreilappig.
Die Frucht ist kugelig bis zylindrisch, geschnäbelt. Die Oberfläche ist glatt, gerippt oder stachelig. Die Frucht ist trocken, braun, faserig und öffnet sich zur Reife am apikalen Ende. Die Samen sind flach, ihr Umriss länglich-elliptisch.

## Verbreitung
Ein Teil der Arten kommt in Süd- und Zentralamerika vor, der andere in den übrigen Tropen: Afrika, Arabien, Indien, Asien und Australien.

## Systematik

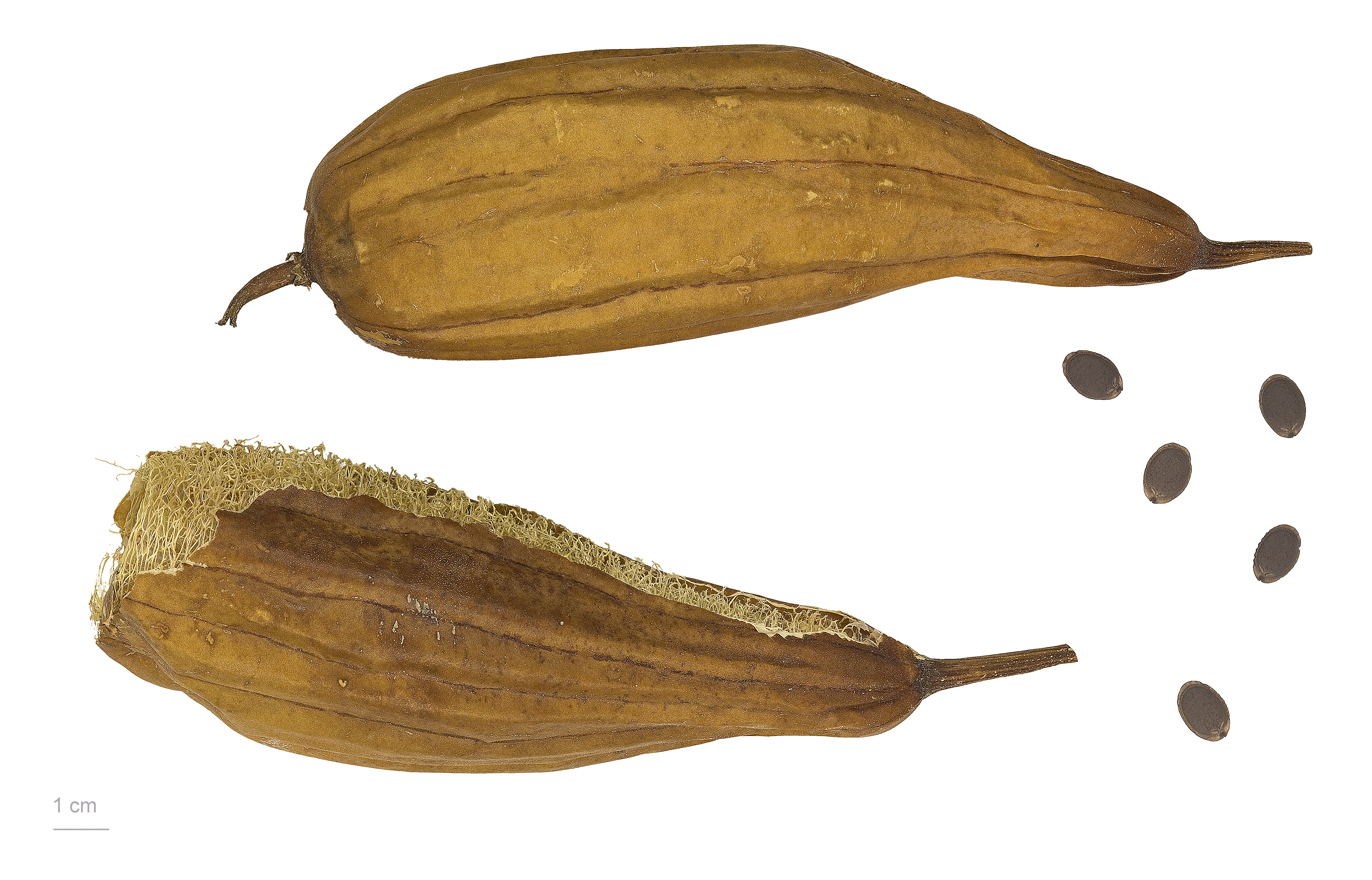
Luffa aegyptiaca

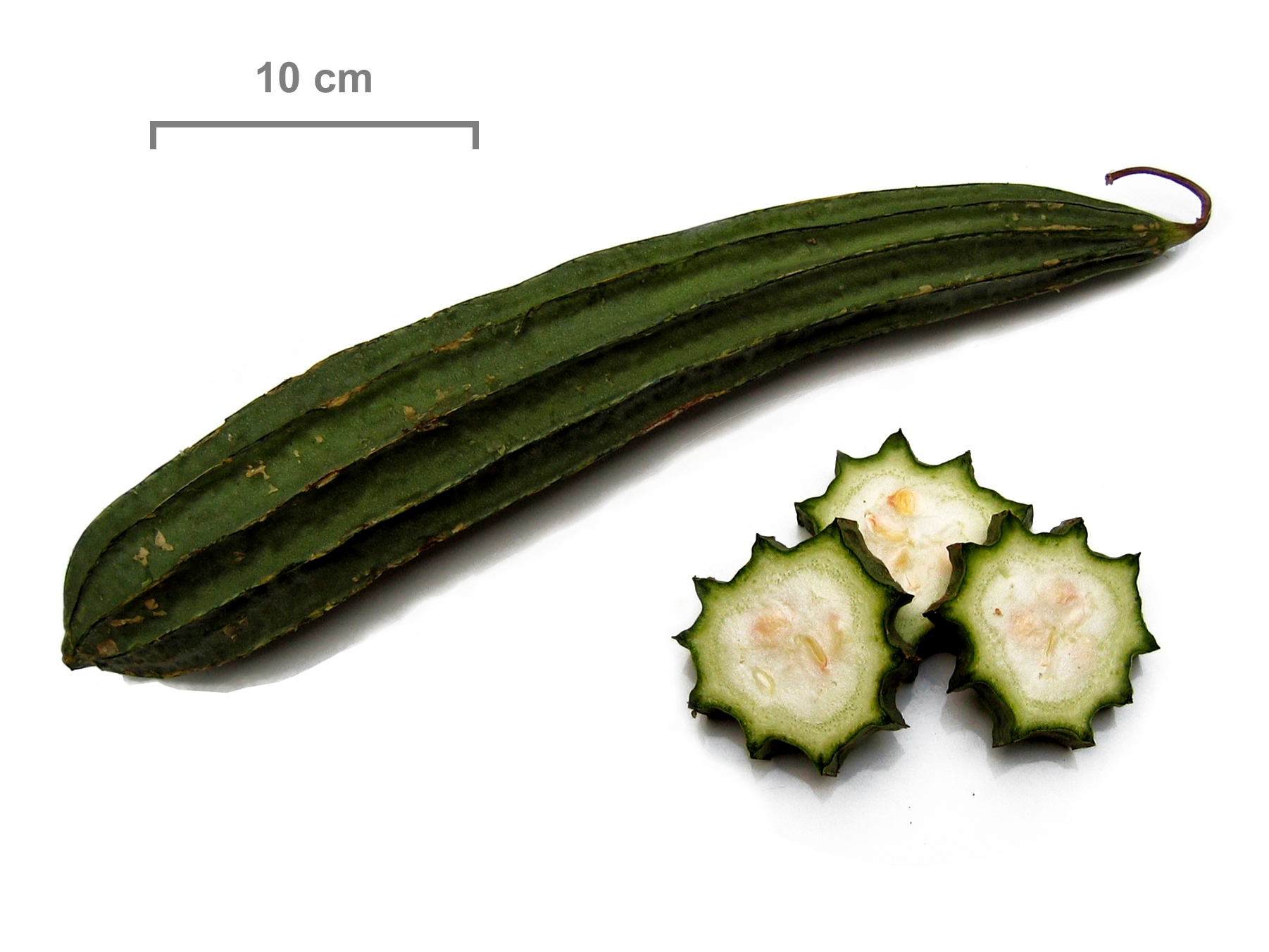
Frucht der Flügelgurke Luffa acutangula, ein beliebtes Gemüse in Indien (engl. ridge gourd, Hindi turaī)

Die Gattung wird innerhalb der Kürbisgewächse in die Unterfamilie Cucurbitoideae gestellt, wo sie alleine die Tribus Luffeae bildet.
Es werden sieben bzw. acht Arten unterschieden:
- Flügelgurke (Luffa acutangula (L.) Roxb.): Sie kommt ursprünglich in Indien und Pakistan vor.[3]
- Schwammkürbis (Luffa aegyptiaca Mill.)
- Luffa astorii Svenson: Sie kommt in Venezuela, Ecuador und Peru vor.[3]
- Luffa echinata Roxb.: Sie kommt in Afrika, in Pakistan, Indien und Bangladesch vor.[3]
- Luffa graveolens Roxb.: Sie kommt ursprünglich in Indien vor.[3]
- Luffa operculata (L.) Cogn. (Syn.: Luffa quinquefida (Hook. & Arn.) Seem.): Sie kommt in Mexiko und in Mittelamerika vor.[3]
- Luffa saccata F.Muell. ex I.Telford: Sie kommt im nördlichen Australien vor.[4]
- Luffa sepium (G. Mey.) C. Jeffrey: Sie kommt in Panama und in Südamerika vor.[3]